# 셰전예
셰전예(중국어 간체자: 谢震业, 정체자: 謝震業, 병음: Xiè Zhènyè, 한자음: 사진업, 1993년 8월 17일~)는 중화인민공화국의 육상 선수이다. 주 종목은 단거리 달리기이다.